# Línea 3 (TUVISA)
La Línea 3 de TUVISA de Vitoria une el barrio de Goikolarra en el sur de Vitoria, con el centro de la ciudad y el concejo y la zona industrial de Betoño. Durante el día une también con una frecuencia mucho mayor en el cercano pueblo de Durana con la ciudad, siendo la única línea de Tuvisa que realiza un servicio interurbano al situarse Durana en otra cuadrilla (comarca).

## Características
Esta línea conecta el Sur Vitoria con el Polígono de Betoño. Desde el 16 de septiembre de 2024 la línea incluyó en su itinerario fijo el recorrido que hacía por el barrio de Goikolarra (antiguamente Aretxabaleta) a través de extensiones de línea; quedando desde entonces como única extensión la subida a Durana.
La línea entró en funcionamiento a finales de octubre de 2009, como todas las demás líneas de TUVISA, cuándo el mapa de transporte urbano en la ciudad fue modificado completamente. Aunque en un año después, en octubre de 2010, la línea fue parcialmente remodelada. Con la entrada en servicio de la L10, las dos líneas de la Zumaquera (3 y 9) fueron modificadas; suprimiendo su recorrido por Zumaquera y Raimundo Olabide, y trasladando la parada final de Zumaquera 76 a Comandante Izarduy/Zumaquera.

### Frecuencias
| de lunes a viernes laborables |        |
| 5:50                          |        |
| de 6:40 a 21:00               | 15 min |
| 21:40, 22:10                  |        |
| sábados laborables            |        |
| de 07:00 a 23:00              | 30 min |
| domingos y festivos           |        |
| de 8:00 a 22:00               | 30 min |
| laborables agosto             |        |
| de 7:00 a 22:00               | 30 min |

| de lunes a viernes laborables |        |
| 5:25, 6:10                    |        |
| de 6:45 a 21:05               | 15 min |
| 21:40                         |        |
| sábados laborables            |        |
| de 7:00 a 23:00               | 30 min |
| domingos y festivos           |        |
| de 8:00 a 22:00               | 30 min |
| laborables agosto             |        |
| de 7:00 a 22:00               | 30 min |

| Extensión a Durana Salidas desde Zumaquera    | Extensión a Arechavaleta Salidas desde Betoño | Extensión a Arechavaleta Salidas desde Betoño |
| de lunes a viernes laborables                 | de lunes a viernes laborables                 | de lunes a viernes laborables                 |
| 6:45, 7:45, 11:45, 13:25, 14:25, 18:25, 21.40 | de 7:00 a 21:00                               | 60 min                                        |
|                                               | de 7:40 a 21:40                               | 60 min                                        |
| sábados laborables                            |                                               |                                               |
| 7:00, 8:00, 12:00, 12.30, 14:30, 18:30, 22:00 |                                               |                                               |
| domingos y festivos                           |                                               |                                               |
| 8:00, 22:00                                   |                                               |                                               |
| laborables agosto                             |                                               |                                               |
| 8:00, 12:00, 12.30, 14:30, 18:30, 22:00       |                                               |                                               |

## Recorrido

### Recorrido de Ida
La Línea comienza su recorrido en el Portal de Vergara, junto al conocido Bar La Fábrica. Desde aquí busca la Calle Larragana, dónde pasando por la Calle Concejo, llega al Portal de Zurbano. Entrando brevemente a la Avenida del Cantábrico, gira a la izquierda accediendo a la Calle Harrobi. Aprovechando un carril bus en dirección contraria, surca el Portal de Betoño. Tras seguir brevemente por la Calle Zaramaga y el Portal de Gamarra, entra en el Portal de Villarreal hasta desembocar en la Calle Francia. Siguiendo recto pasa por la Calle Paz y Rioja. Aquí gira a la izquierda hacia la Calle Manuel Iradier y el Puente de San Cristóbal. Desde este punto accede a la Calle del Comandante Izarduy, para subir al barrio de Goikolarra a través de las calles Iruraitz-Gauna y Zalduendo de Álava, donde se ubica la cabecera sur.
El recorrido de vuelta comienza en la calle Zalduendo de Álava en Goikolarra, desde donde baja a la calle Aspárrena y sale del barrio por Iruraitz-Gauna, para meterse en Comandante Izarduy. Al terminar la calle anterior gira a la derecha en la calle Nieves Cano para seguir recto por las calles Castro Urdiales y Los Herrán. Tras atravesar esta larga calle por completo, gira a la derecha al Portal de Villarreal. Siguiendo por Portal de Betoño, accede al Portal de Zurbano. Desde este punto y tras el breve paso por la Calle Concejo, acaba en la Calle Larragana, y desde aquí al punto inicial del recorrido en el Portal de Vergara.

### Recorrido de Extensión a Durana
La línea comparte el recorrido de vuelta, desde Zumaquera hasta la parada de Portal de Bergara/Eskalmendi, momento en el que continúa recto para salir del núcleo urbano de Vitoria, por la Carretera del Pantano, hasta la localidad de Durana. En el centro de la localidad, gira a la izquierda y tras atravesar el Río Zadorra llega al barrio de la Estación. Da la vuelta en la rotonda cercana a la N-240 y regresa por el mismo camino hasta el Portal de Betoño dónde accede al Recorrido de Ida en la Parada de Portal de Bergara 25.
Las paradas son las mismas que el recorrido de Vuelta hasta la Parada de Portal de Bergara/Eskalmendi.

### Barrios atendidos
Esta línea atiende los siguientes barrios y zonas de Vitoria.
- Durana (Municipio de Arrazua-Ubarrundia, Cuadrilla de Gorbeialdea)
- Eskalmendi (Municipio de Arrazua-Ubarrundia, Cuadrilla de Gorbeialdea)
- Polígono Industrial de Betoño
- Betoño (Concejo)
- Zaramaga
- Aranbizkarra
- El Anglo
- Casco Histórico
- Santiago
- Judimendi
- Desamparados
- Ensanche
- Adurza-San Cristóbal
- Aretxabaleta (concejo)
- Goikolarra (Antigua Aretxabaleta)

## Paradas
| KBHFa |

| HST |

| HST |

| HST |

| HST |

| HST |

| HST |

| HST |

| HST |

| HST |

| HST |

| HST |

| HST |

| HST |

| HST |

| STRo |

| HST |

| KBHFe |

| KBHFa |

| HST |

| HST |

| HST |

| HST |

| HST |

| HST |

| HST |

| HST |

| HST |

| HST |

| HST |

| HST |

| HST |

| HST |

| STRo |

| HST |

| KBHFe |

| KBHFa |

| HST |

| HST |

| HST |

| HST |

| HST |

| HST |

| HST |

| HST |

| HST |

| HST |

| HST |

| HST |

| HST |

| HST |

| STRo |

| HST |

| KBHFe |

| KBHFa |

| HST |

| HST |

| HST |

| HST |

| HST |

| HST |

| HST |

| HST |

| HST |

| HST |

| HST |

| HST |

| HST |

| HST |

| STRo |

| HST |

| KBHFe |

| KBHFa |

| HST |

| STRo |

| HST |

| HST |

| HST |

| HST |

| HST |

| HST |

| HST |

| HST |

| HST |

| HST |

| HST |

| HST |

| HST |

| HST |

| HST |

| hKRZWae |

| SKRZ-Bo |

| HST |

| hKRZWae |

| HST |

| hKRZWae |

| SKRZ-Bo |

| HST |

| hKRZWae |

| KBHFe |

| KBHFa |

| HST |

| STRo |

| HST |

| HST |

| HST |

| HST |

| HST |

| HST |

| HST |

| HST |

| HST |

| HST |

| HST |

| HST |

| HST |

| HST |

| HST |

| hKRZWae |

| SKRZ-Bo |

| HST |

| hKRZWae |

| HST |

| hKRZWae |

| SKRZ-Bo |

| HST |

| hKRZWae |

| KBHFe |

| KBHFa |

| HST |

| STRo |

| HST |

| HST |

| HST |

| HST |

| HST |

| HST |

| HST |

| HST |

| HST |

| HST |

| HST |

| HST |

| HST |

| HST |

| HST |

| hKRZWae |

| SKRZ-Bo |

| HST |

| hKRZWae |

| HST |

| hKRZWae |

| SKRZ-Bo |

| HST |

| hKRZWae |

| KBHFe |

| KBHFa |

| HST |

| STRo |

| HST |

| HST |

| HST |

| HST |

| HST |

| HST |

| HST |

| HST |

| HST |

| HST |

| HST |

| HST |

| HST |

| HST |

| HST |

| hKRZWae |

| SKRZ-Bo |

| HST |

| hKRZWae |

| HST |

| hKRZWae |

| SKRZ-Bo |

| HST |

| hKRZWae |

| KBHFe |